# うしろノしんでれさん
『うしろノしんでれさん』は、佐藤友生による日本の漫画作品。『月刊少年シリウス』（講談社）にて2010年10月号から2011年3月号まで連載し、作者の他の連載予定のために休載となった。ある事情により周囲から浮いた存在になってしまった少年・軽ヶ崎虎と、彼にしか見えない自称幽霊の少女・ミケが、命懸けの試練を乗り越えながら関係を深めていく学園ラブコメディ。

## 登場人物
軽ヶ崎虎（かるがさき とら）
本作の主人公で高校2年生の男子。作中ではトラと呼ばれる。モテるための不良を目指して不登校を繰り返し、その挙句留年した。二度目の2年生を始めるその日、教室の一番後ろでミケと出逢う。俗に言う脳筋だが曲がったことが嫌いな正義漢。好物は焼きそばパン。
ミケ
自称幽霊の女の子。トラにしか見えない存在。ほとんどの記憶が無く、「ミケ」という名前もトラがつけたものである。年齢・本名を含めた生前のことが不明になっている。学校で生活している。道端で拾った小銭などを生活費としている。快活かつ（トラに対しては）遠慮の無い性格で、度々暴力的な行動をとる。謎の機能を持つ砂時計（サンドグラス）を首からぶら下げている。
木戸（きと）
高校3年生の男子。トラが通っている高校の生徒会長で彼の親友。下の名前は不明。頭脳明晰であり、男女交際のエキスパートを務める。1年前にモテたいと言っていたトラに対して「不良になれば良い」と言ったため、彼が留年するきっかけを作った張本人である。トラに対して的確（時に辛辣）なアドバイスをする。彼女がいる。好物はカレー。放課後はジムに通うことがある。
小園井 環（こぞのい たま）
3話から登場するトラと同じクラスの女子生徒。気弱で控えめな性格。病弱で自分の噂をされるとすぐに倒れる。彼女だけ中学の制服のままなのは制服を買う機会がなかったため。ミケの姿が見える。俗に言うオタク。貯金が趣味。豚が好きで、彼女の家には豚グッズが沢山置かれている。
黒タマ（くろタマ）
3話から登場する環の生霊。小柄で気弱な環と対照的にスレンダーでアグレッシブ。環の「走り回りたい」という願望から生まれた。謎の機能を持つデジタル時計を首からぶら下げている。ミケといつもいがみ合っている。実は異性の裸に弱いなど純情な面がある。
小早川杏子（こばやかわ あんこ）
5話から登場する霊感少女。トラたちと別のクラス。インチキ霊感商法で荒稼ぎをしている強かな人物。いつも容量の多い弁当を持ち歩いている。よく嘘をつくので、トラたちが被害に遭っている。
死神
ミケや黒タマを恋愛ゲームに勧誘した張本人。試練や式神を使ってトラたちを試している。以前からトラを知っていた節があるなど謎が多い。

## 単行本
1. 2011年3月17日発売[3]、ISBN 978-4-06-376267-9